# Пентковский, Мстислав Вячеславович
Мстисла́в Вячеславови́ч Пентко́вский (1 марта 1911, Санкт-Петербург — 25 июня 1968, Москва) — советский математик, академик Академии наук Казахской ССР (1958) 

## Биография
В 1934 году окончил МГУ.
С 1937 по 1940 год — заведующий кафедрой в Казахском педагогическом институте имени Абая.
С 1940 по 1956 год — действительная военная служба.
В 1952 году — доктор физико-математических наук.
В 1955 году — профессор.
С 1956 по 1962 год — заведующий лабораторией машинной и вычислительной математики АН Каз ССР.
С 1957 по 1962 год — исполняющий обязанности академика-секретаря Отделения физико-математических наук АН Каз ССР.
С 1962 года и до конца жизни — заведующий кафедрой в Московском химико-технологическом институте.

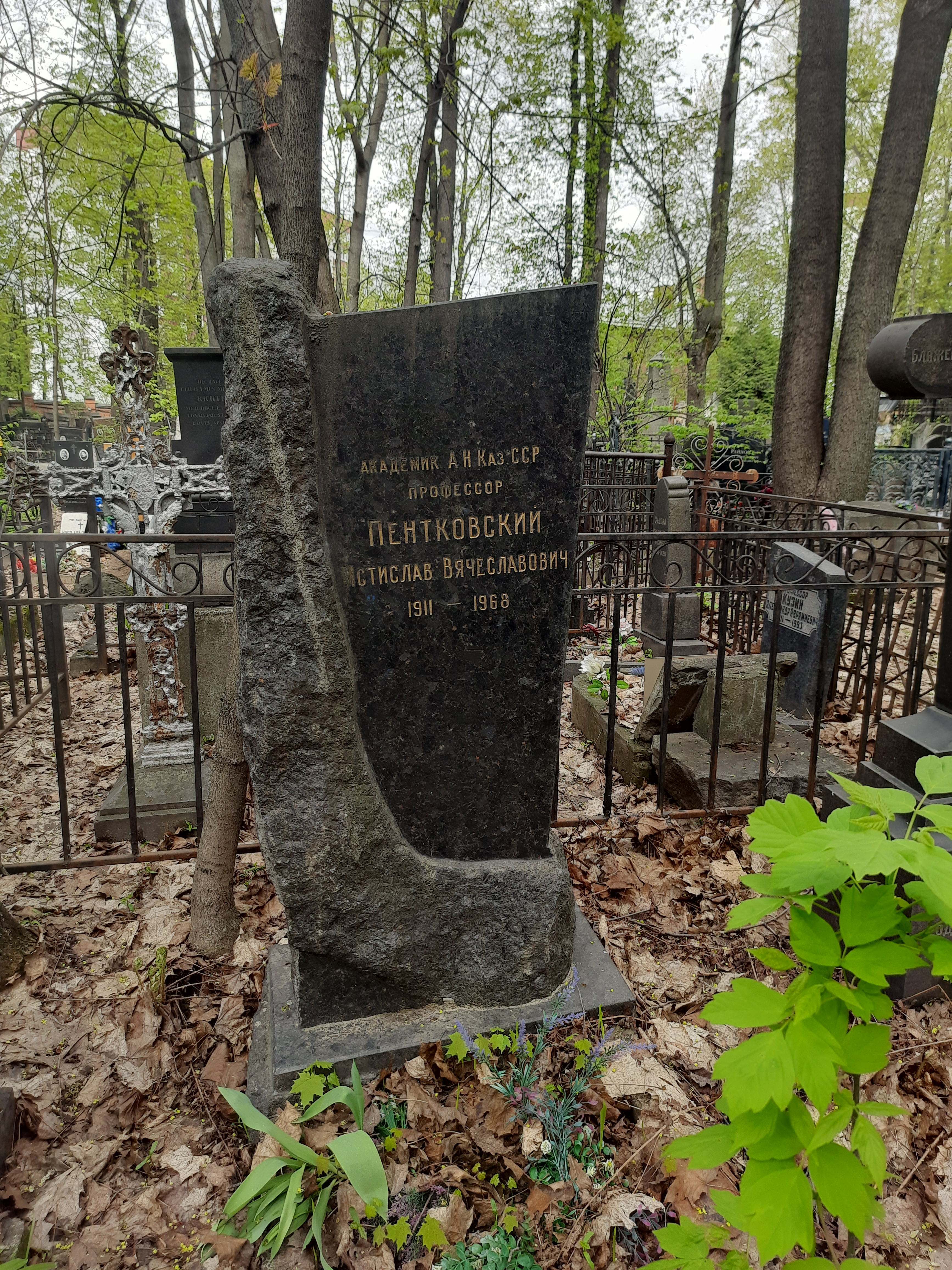
Могила М. В. Пентковского

Научные исследования по разным вопросам, в частности, по проективному преобразованию номограмм.
Специалист в области номографии и вычислительной математики. Развил номографические методы применительно к инженерной практике, разработал метод выполнения проективного преобразования номограмм при помощи специальных сеток, разрешил задачу создания эффективных методов построения номограмм, разработал способ построения номограмм.
Похоронен на Введенском кладбище (13 уч.).

## Труды
- Проективное преобразование номограмм / М. В. Пентковский. — Москва ; Ленинград : Онти. Глав. ред. техн.-теоретич. лит-ры, 1937 (Киев : тип. Гос. науч.-техн. изд. Украины). — Обл., 112 с., 5 вкл. л. номогр. : черт., номогр.; 22х15 см.
- Номография/ Гос. изд-во техноко-теорет. лит-ры, 1949 — Всего страниц: 280
- Nomografia: Trad. din limba rusă / M. V. Pentcovschi. — Bucureşti : Ed. tehnică, 1952. — 304 с., 3 л. ил. : ил.; 21 см.
- Считающие чертежи: (Номограммы). — Москва : Гос. изд-во техн.-теорет. лит., 1953. — 152 с., 3 отд. л. черт. : черт.; 20 см.
- Скелеты номограмм уравнений третьего номографического порядка [Текст]. — Москва : Изд-во Акад. наук СССР, 1953. — 62 с. : черт.; 26 см. — (Труды Института точной механики и вычислительной техники / Акад. наук СССР).
- Конспект лекций по разделу «Введение в теорию вероятностей и математическую статистику» [Текст] / Проф. М. В. Пентковский ; М-во высш. и сред. спец. образования РСФСР. Моск. ордена Ленина хим.-технол. ин-т им. Д. И. Менделеева. Кафедра высш. математики. — Москва : [б. и.], 1966. — 1 т.; 19 см.
- Введение в курс высшей математики : учебное пособие [Гриф Минобразования СССР] / М. В. Пентковский. — Москва : Высшая школа, 1971. — 277,

## Семья
Жена — Римма Борисовна, урожд. Эпштейн.
Дети:
- Владимир Мстиславович Пентковский (1946—2012) — доктор технических наук, один из разработчиков советских суперкомпьютеров Эльбрус и высокоуровневого языка программирования Эль-76; эмигрировал в США, где с 1993 года работал в компании Intel, руководя разработкой архитектуры и анализом производительности процессора Pentium III.
- Галина Мстиславовна Пентковская.

Жена — Пентковская Раиса Митрофановна, урожд. Шаулова. Дети:
- Алексей Мстиславович Пентковский (р. 1960) — литургист, автор трудов по истории богослужения и церковного устава.
- Дмитрий Мстиславович Пентковский (р. 1961)